# John Fetterman
John Karl Fetterman (West Reading, 1969. augusztus 15. –) amerikai politikus, Pennsylvania szenátora. A Demokrata Párt tagja, 2019 és 2023 között az állam helyettes kormányzója. Az előző 13 évben pedig Braddock polgármestereként szolgált.

## Életpályája
Tanulmányait az Albright Főiskolán kezdte, ahol pénzügyet tanult, majd a Connecticuti Egyetemről szerzett mesterdiplomát. Végül a Harvard Egyetemen szintén mesterfokon végezte el a közpolitikai kurzust. 2004-ben költözött Braddockba, ahol egy évvel később polgármesternek választották. Ezen pozíciójában újjáélesztette a történelmileg acélgyártó várost.
2016-ban indult először a szenátori posztért az államban, harmadik lett a demokrata előválasztáson. 2018-ban indult helyettes kormányzói posztért, megnyerve a választást Tom Wolf kormányzóval. Terminusa idején országos népszerűségre tett szert, miután ellentmondott Donald Trump választási csalási kijelentéseinek és a kannabisz legalizásáért.
2021-ben bejelentette, hogy ismét indul a szenátori választáson, 2022-ben. A szavazatok 59%-ával megnyerte a demokrata előválasztást, majd a választáson legyőzte a republikánus Mehmet Ozt. Ő lett az első demokrata 1962 óta, aki ezt a széket meg tudta szerezni. Politikája progresszív, Fetterman szerint az egészségügy emberi jog, támogatja az igazságügy reformját, a halálbüntetés eltörlését, a szövetségi minimumbér 15 dollárra emelését és a kannabisz legalizálását.

## Választási eredmények

### Előválasztások
| Párt     | Jelölt                        | Szavazatszám | %      |
| -------- | ----------------------------- | ------------ | ------ |
|          | John Fetterman                | 149          | 35,06% |
|          | Virginia Bunn                 | 148          | 34,82% |
|          | Pauline Abdullah (hivatalban) | 128          | 30,12% |
| Összesen | Összesen                      | 425          | 425    |

| Párt             | Jelölt                      | Szavazatszám | %      |
| ---------------- | --------------------------- | ------------ | ------ |
|                  | John Fetterman (hivatalban) | 304          | 65,38% |
|                  | Jayme J. Cox                | 160          | 34,41% |
| Egyéb szavazatok | Egyéb szavazatok            | 1            | 0,22%  |
| Összesen         | Összesen                    | 465          | 465    |

| Párt             | Jelölt                      | Szavazatszám | %      |
| ---------------- | --------------------------- | ------------ | ------ |
|                  | John Fetterman (hivatalban) | 186          | 75,30% |
|                  | William David Speece        | 67           | 28,76% |
| Egyéb szavazatok | Egyéb szavazatok            | 1            | 0,43%  |
| Összesen         | Összesen                    | 247          | 247    |

| Párt             | Jelölt                      | Szavazatszám | %      |
| ---------------- | --------------------------- | ------------ | ------ |
|                  | John Fetterman (hivatalban) | 165          | 70,82% |
|                  | William David Speece        | 67           | 28,76% |
| Egyéb szavazatok | Egyéb szavazatok            | 1            | 0,40%  |
| Összesen         | Összesen                    | 233          | 233    |

| Párt     | Jelölt          | Szavazatszám | %         |
| -------- | --------------- | ------------ | --------- |
|          | Katie McGinty   | 669 774      | 42,5%     |
|          | Joe Sestak      | 513 221      | 32,6%     |
|          | John Fetterman  | 307 090      | 19,5%     |
|          | Joseph Vodvarka | 85 837       | 5,4%      |
| Összesen | Összesen        | 1 575 922    | 1 575 922 |

| Párt     | Jelölt         | Szavazatszám | %       |
| -------- | -------------- | ------------ | ------- |
|          | John Fetterman | 290 719      | 37,5%   |
|          | Nina Ahmad     | 184 429      | 23,8%   |
|          | Kathi Cozzone  | 143 849      | 18,5%   |
|          | Mike Stack     | 128 931      | 16,6%   |
|          | Ray Sosa       | 27 732       | 3,6%    |
| Összesen | Összesen       | 775 660      | 775 660 |

| Párt     | Jelölt            | Szavazatszám | %         |
| -------- | ----------------- | ------------ | --------- |
|          | John Fetterman    | 753 557      | 58,6%     |
|          | Conor Lamb        | 337 498      | 26,3%     |
|          | Malcolm Kenyatta  | 139 393      | 10,8%     |
|          | Alexandria Khalil | 54 460       | 4,2%      |
| Összesen | Összesen          | 1 284 908    | 1 284 908 |

### Állami választások
| Párt | Jelölt         | Szavazatszám | %      |
| ---- | -------------- | ------------ | ------ |
|      | John Fetterman | 288          | 100,0% |

| Párt | Jelölt                      | Szavazatszám | %      |
| ---- | --------------------------- | ------------ | ------ |
|      | John Fetterman (hivatalban) | 229          | 100,0% |

| Párt             | Jelölt                      | Szavazatszám | %      |
| ---------------- | --------------------------- | ------------ | ------ |
|                  | John Fetterman (hivatalban) | 186          | 86,51% |
| Egyéb szavazatok | Egyéb szavazatok            | 29           | 13,49% |
| Összesen         | Összesen                    | 215          | 215    |

| Párt             | Jelölt                      | Szavazatszám | %      |
| ---------------- | --------------------------- | ------------ | ------ |
|                  | John Fetterman (hivatalban) | 243          | 97,98% |
| Egyéb szavazatok | Egyéb szavazatok            | 5            | 2,02%  |
| Összesen         | Összesen                    | 248          | 248    |

### Szövetségi választások
| Párt     | Jelölt                             | Szavazatszám | %         |
| -------- | ---------------------------------- | ------------ | --------- |
|          | Tom Wolf/John Fetterman            | 2 895 652    | 57,7%     |
|          | Scott Wagner/Jeff Bartos           | 2 039 882    | 40,7%     |
|          | Ken Krawchuk/Kathleen Smith        | 49 229       | 1,0%      |
|          | Paul Glover/Jocolyn Bowser-Bostick | 27 792       | 0,6%      |
| Összesen | Összesen                           | 5 012 555    | 5 012 555 |

| Párt     | Jelölt              | Szavazatszám | %         |
| -------- | ------------------- | ------------ | --------- |
|          | John Fetterman      | 2 637 598    | 50,5%     |
|          | Mehmet Oz           | 2 460 602    | 47,1%     |
|          | Erik Chase Gerhardt | 71 336       | 1,4%      |
|          | Richard Weiss       | 29 457       | 0,6%      |
| KEY      | Daniel Wassmer      | 25 800       | 0,5%      |
|          | Ronald Johnson      | 0            | 0,0%      |
| FÜG      | Quincy Magee        | 0            | 0,0%      |
| Összesen | Összesen            | 5 224 793    | 5 224 793 |